# جووانا رالی

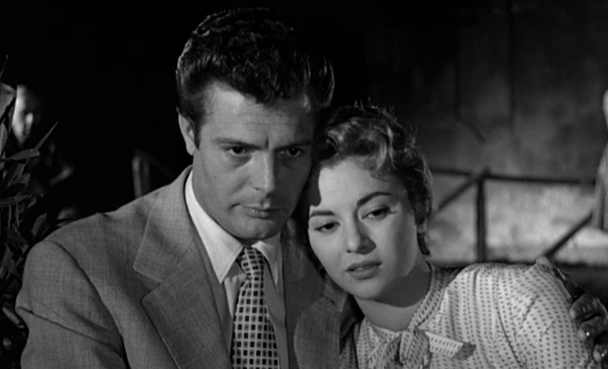
جووانا رالی (چپ) مارچلو ماسترویانی (۱۹۵۷)

جووانا رالی (ایتالیایی: Giovanna Ralli؛ ۲ ژانویهٔ ۱۹۳۵) بازیگر اهل ایتالیا است.
از فیلم‌هایی که وی در آن نقش داشته‌است، می‌توان به دوست داشتن اوفلیا، من با یک پلیس ازدواج کردم، نشان تو چیست؟، زندگی دشوار، سرباز حرفه‌ای، بیا درباره زن‌ها حرف بزنیم، گاریبالدی، سکس با لبخند، دو همسری، مادام دو باری، قهرمان زمان ما، کارمن، راهبهٔ مونتزا، پسر طلایی، نهار یکشنبه و توپ برای کوردوبا اشاره کرد.